# Нахуцришвили, Георгий Давидович
Георгий Давидович Нахуцришвили (груз. გიორგი დავითის ძე ნახუცრიშვილი; 1902 — ?) — грузинский советский драматург, заслуженный деятель искусств Грузинской ССР (1955).

## Биография
Георгий Нахуцришвили родился 7 (20) мая 1902 года.
Первая его пьеса «Нацаркекия», написанная совместно с Б. Гамрекели была поставлена на сцене Тбилисского театра юного зрителя в 1935 году. Пьеса была переведена на языки народов СССР и под названием «Сказка о храбром Кикиле» шла в Москве, Ереване, Баку, Ташкенте, Грозном, Саратове (1944, Саратовский ТЮЗ, режиссёр В. И. Давыдов), Калининске (1940, режиссёр Ю. П. Киселёв).
Нахуцришвили автор пьес «Ладо Кецховели» (1938, совместно с Гамрекели), «На линии огня» (1938), «Комблэ» (1940), «Ачакуне» (Маленькие вояки, 1941), «Перелом» (1952), «Цицамури»(1957).